# Rhinoclemmys nasuta
Rhinoclemmys nasuta  (лат.) — вид черепах семейства азиатских пресноводных черепах.
Общая длина карапакса достигает 19—22 см. Наблюдается половой диморфизм: самки крупнее самцов. Голова небольшая. Особенностью этой черепахи является довольно длинный и большой нос. Карапакс овальной формы, немного выпуклый, со срединным килем. У взрослых особей карапакс полностью гладкий. Пластрон плоский. На лапах имеются развитые плавательные перепонки.
Голова тёмно-коричневая или чёрная. Кремовая или жёлтая полоса идёт от кончика носа до глаза, другая полоса идёт от глаза до шеи, третья - снизу от глаз до ушей, четвертая - от кончика рта до уха. На нижней челюсти присутствуют тёмные вертикальные полоски. Кожа шеи и лап красновато-коричневая или жёлтая. Карапакс чёрный или красновато-коричневый с чёрной каймой щитков. Пластрон жёлтый с большими красновато-коричневыми или чёрными пятнами на каждом щитке. Перепонка жёлтая с тёмными пятнами на каждом щитке.
Любит большие реки с быстрым течением. На берег вылезает не часто, только чтобы отложить яйца или погреться. Питается растительной пищей.
Самка в январе-марте откладывает 1—2 овальных яйца размером 67-70 x 35-39 мм. Но некоторые самки могут откладывать яйца круглый год. Самки делают слабо укреплённые гнезда, а иногда кладут яйца в опавшие листья на земле. Плохо размножаются в неволе.
Живёт вдоль Тихоокеанского побережья от западной Колумбии и на северо-западе Эквадора вблизи города Эсмеральдас.